# 伯特倫 (愛荷華州)
伯特倫（英語：Bertram）是一個位於美國愛荷華州林縣的城市。

## 地理
伯特倫的座標為41°57′00″N 91°32′04″W / 41.95000°N 91.53444°W，而該地的平均海拔高度為223米（即732英尺）。

## 人口
根據2010年美國人口普查的數據，伯特倫的面積為4.35平方千米，當中陸地面積為4.35平方千米，而水域面積為0.00平方千米。當地共有人口294人，而人口密度為每平方千米67人。